# 130 Elektra
För andra betydelser, se Elektra (olika betydelser).
130 Elektra är en asteroid upptäckt 17 februari 1873 av astronomen Christian Heinrich Friedrich Peters i Clinton, New York. Asteroiden har fått sitt namn efter Elektra inom grekisk mytologi.

## Fysiska egenskaper
Man har observerat spår av organiskt material på asteroidens yta. Asteroiden har en oregelbunden form.

## S/2003 (130) 1
En måne upptäcktes 15 augusti 2003 av W. J. Merline m.fl. från Keck-observatoriet på Mauna Kea. Månen är cirka 7 km i diameter och har en omloppsbana 1 318±25 km från Elektra. Omloppstiden är 5,258 dygn. Månens densitet är 3,5-4,1 g/cm³.

## S/2014 (130) 1
17 december 2014 offentliggjordes att B. Yang med flera upptäckt ytterligare två asteroidmånar. Omloppsbana för S/2014 (130) 1 ligger cirka 460 över Elektras yta. Den är runt 5,2 kilometer i diameter.

## S/2014 (130) 2
Samtidigt med S/2014 (130) 1 publicerades att man upptäckt en tredje naturlig satellit som fick beteckningen S/2014 (130) 2. Denna har sedan dess avfärdats.